# Zama Major
Zama Major (łac. Diocesis  Zamensis Maior) – stolica historycznej diecezji w Cesarstwie rzymskim w prowincji Afryka Prokonsularna, sufragania metropolii Kartagina. Współcześnie w Tunezji. Obecnie katolickie biskupstwo tytularne.

## Biskupi tytularni
| Lp. | Biskup                    | Funkcja                                | Od                   | Do                |
| --- | ------------------------- | -------------------------------------- | -------------------- | ----------------- |
| 1   | Tommaso Giosafat Melina   | –                                      | 28 listopada 1729    | 29 kwietnia 1731  |
| 2   | Alessandro Alessandretti  | wikariusz apostolski Comacchio         | 18 grudnia 1786      | 27 czerwca 1796   |
| 3   | Gaetano Maria Avarna      | biskup pomocniczy Messyny              | 23 lutego 1801       | 26 czerwca 1818   |
| 4   | Frédéric Cao Sanna        | administrator apostolski Malakki       | 18 czerwca 1830      | 27 czerwca 1852   |
| 5   | Federico Mascaretti       | emerytowany biskup Susy                | 25 listopada 1887    | 11 listopada 1894 |
| 6   | Albino Angelo Pardini     | emerytowany biskup Foligno             | 22 grudnia 1894      | 5 czerwca 1925    |
| 7   | Giovanni Giuseppe Santini | –                                      | 30 lipca 1925        | 20 czerwca 1940   |
| 8   | Eliseu Maria Coroli       | biskup prałat Guamá (Brazylia)         | 10 sierpnia 1940     | 29 lipca 1982     |
| 9   | Geraldo Nascimento        | biskup pomocniczy Fortalezy (Brazylia) | 10 września 1982     | 6 listopada 2022  |
| 10  | Joseph Vu Cong Vien       | biskup pomocniczy Hanoi (Wietnam)      | 26 października 2024 |                   |